# ヘレナ (アディアベネ)
ヘレナ（Helena of Adiabene、ヘブライ語: הלני מלכת חדייב‎、紀元後50–56年頃死去）は、アディアベネ王国 (現在のアルビール）とエデッサ（現在のウルファ）の王妃。モノバゾス1世の姉妹兼妻で、後にオスロエネ王アブガル5世の主妻にもなった。夫のモノバゾス1世との間にイザテース2世とモノバゾス2世を産んだ。ヘレナは紀元30年ごろ、ユダヤ教に改宗したとされる。